# Tres ninjas contraataquen
Tres ninjas contraataquen (títol original: 3 Ninjas Kick Back) és una pel·lícula estatunidenca dirigida per Charles T. Kanganis, estrenada el 1994. És la continuació de Ninja Kids (1992). Ha estat doblada al català.

## Argument
Mentre que Rocky, Colt i Tom Tom han de disputar un partit molt important de beisbol amb el seu equip, decideixen anar a socórrer el seu avi al Japó. Aquest últim ha estat segrestat per uns bandits que s'interessen molt per una daga que havia guanyat en un torneig d'Arts Marcials 50 anys enrere.

## Repartiment
- Victor Wong: Mori Shintaro
- Max Elliott Slade: Jeffrey " Colt" Douglas
- Sean Fox: Samuel "Rocky" Douglas Jr.
- J. Evan Bonifant: Michael "Tom Tom" Douglas
- Caroline Junko King: Miyo
- Dustin Nguyen: Glam
- Jason Schombing: Vinnie
- Angelo Tiffe: Slam
- Sab Shimono: Koga
- Alan McRae: Samuel Douglas Sr.
- Margarita Franco: Jessica Shintaro-Douglas
- Don Stark: L'arbitre
- Kellye Nakahara: La infermera Hino
- Marcus Giamatti: El comentarista
- Scott Caudill: Darren
- Joey Travolta: L'entrenador dels Mustang

## Al voltant de la pel·lícula
- Encara que estrenada abans de 3 Ninjas Knuckle Up, aquest film va ser rodat després.[3]
- És l'únic film de la saga que ha tingut una adaptació en videojoc. Es tracta de 3 Ninjas Kick Back.
- Victor Wong apareix als 4 films de la saga. El quart, estrenat l'any 1998, serà d'altra banda el seu últim film, ja que morirà el 2001.
- Alan McRae, qua fa de pare dels tres nois, apareix a tots els altres films de la saga, exceptuat 3 Ninjas Knuckle Up.

## SagaTres Ninjas
- Tres ninjas (3 Ninjas) (1992, Jon Turteltaub)
- 3 Ninjas Kick Back (1994, Charles T. Kanganis)
- 3 Ninjas Knuckle Up (1995, Shin Sang-ok)
- 3 Ninjas: High Noon at Mega Mountain (1998, Sean McNamara)
- Els Tres Ninjas i la Inventiva del segle (1999, John Bradshaw)